# Heterogenität (Informationstechnik)
Als heterogen in der Informationstechnik werden Rechnereinrichtungen bezeichnet, in denen mehrere unterschiedliche Softwaresysteme zusammenarbeiten. Dabei sind Modellinstanzen unterschiedlicher physikalischer Domänen in einem Model (z. B. ABS für Automobile).
Unterklassen sind  MEMS ('micro electromechanical systems') und  Mechatronik (Mechanik, Elektronik, Informatik). Besonderheit heterogener Systeme sind starke Wechselwirkungen zwischen den Systemeigenschaften in den einzelnen Domänen, wie z. B. Beeinflussung der elektrischen Eigenschaften eines IC durch die Eigenerwärmung.